# Sites historiques et culturels majeurs protégés au niveau national (Mongolie intérieure)
Cette liste regroupe les principaux sites historiques et culturels majeurs protégés au niveau national par l'administration d'état chargée du patrimoine culturel en Chine pour la région autonome de Mongolie-Intérieure. Actuellement, elle ne reprend que les cinq premières listes. Une sixième et une septième liste ont été publiées en 2006 et en 2013 avec de nombreux sites supplémentaires.
| N°       | Désignation                                             | Ville / district                             | Image |
| -------- | ------------------------------------------------------- | -------------------------------------------- | ----- |
| 1-159    | Shangjing, capitale principale des Khitans              | Chifeng / Bannière gauche de Bairin          |       |
| 1-160    | Zhongjing, capitale centrale de la dynastie Liao        | Chifeng / Ningcheng                          |       |
| 2-18     | Pagode Wanbu-Huayanjing                                 | Hohhot                                       |       |
| 2-62     | Mausolée de Gengis Khan                                 | Ordos / Ejin Horo                            |       |
| 3-158    | Temple des cinq pagodes de Hohhot                       | Hohhot                                       |       |
| 3-187    | Site de Dayao                                           | Hohhot                                       |       |
| 3-209    | Site de Juyan                                           | Alxa / Ejin                                  |       |
| 3-214    | Grottes de Gaxian (zh)                                  | Hulunbuir / Oroqin                           |       |
| 3-220    | Xanadu                                                  | Xilin Gol / Zhenglan / Duolun                |       |
| 3-247    | Mausolée de la dynastie Liao et Fengling                | Chifeng / Bannière gauche de Bairin          |       |
| 4-6      | Sites de Xinglongwa                                     | Chifeng / Bannière d'Aohan                   |       |
| 4-22     | Site de Dadianzi                                        | Chifeng / Bannière d'Aohan                   |       |
| 4-34     | Grande muraille des Qin                                 | Baotou / Guyang                              |       |
| 4-54     | Fours de potiers de Gangwayao                           | Chifeng                                      |       |
| 4-56     | Ruines d'Aolunsumu                                      | Baotou / Darhan Muminggan                    |       |
| 4-135    | Lamaserie Meidai                                        | Baotou / Bannière droite de Tumd             |       |
| 4-169    | Lamaserie Wudang                                        | Baotou / Shiguai                             |       |
| 5-13     | Ruines de Salawusu (zh)                                 | Ordos / Uxin                                 |       |
| 5-14     | Sites du lac Daihai                                     | Ulaan Chab / Liangcheng                      |       |
| 5-15     | Site de Miaozigou                                       | Ulaan Chab / Bannière avant droite de Chahar |       |
| 5-16     | Site de Jiazishan                                       | Chifeng / Harqin                             |       |
| 5-17     | Mines de cuivre et fonderie de Dajing                   | Chifeng / Linxi                              |       |
| 5-18     | Site de Chengzishan                                     | Chifeng / Aohan                              |       |
| 5-19     | Site de Tuchengzi                                       | Hohhot / Horinger                            |       |
| 5-20     | Ruines de Heishantou (黑山头城址)                       | Hulunbuir / Ergun                            |       |
| 5-21     | Grande muraille des Jin                                 | Mongolie-Intérieure                          |       |
| 5-22     | Vieille ville d'Yingchanglu                             | Chifeng / Hexigten                           |       |
| 5-154    | Tombes de Baoshan et de Hansumu                         | Chifeng / Ar Horqin                          |       |
| 5-277    | Lamaserie de Huizong                                    | Xilin Gol / Zhenglan / Duolun                |       |
| 5-278    | Temple de Fuhui                                         | Chifeng / Harqin                             |       |
| 5-279    | Résidence princière et temple de Harqin                 | Chifeng / Harqin                             |       |
| 5-280    | Résidence de la princesse Gurun Kejing (和硕恪靖公主府) | Hohhot                                       |       |
| 5-281    | Pagode de Kailu                                         | Tongliao / Kailu                             |       |
| 5-442(2) | Grande Muraille de Qin                                  | Ordos / Ejin Horo                            |       |
| 5-442(8) | Grande Muraille à Qingshuihe                            | Hohhot / Qingshuihe                          |       |
| 5-520    | Grottes d'Arjai                                         | Ordos / Otog                                 |       |
| 6-32     | Ruines Zhidao des Qin                                   | Ordos                                        |       |
| 6-237    | Tombe de Zhaojun                                        | Hohhot / district de Yuquan                  |       |
| 6-488    | Temple Dazhao                                           | Hohhot                                       |       |
| 7-0912   | Xilitu zhao (zh)                                        | Hohhot                                       |       |
| 7-0918   | Grande mosquée du Nord de Chifeng                       | Chifeng                                      |       |
| 7-0922   | Grande Mosquée de Hohhot                                | Hohhot                                       |       |